# 上牧町立上牧小学校
上牧町立上牧小学校（かんまきちょうりつ かんまきしょうがっこう）は、奈良県北葛城郡上牧町にある公立小学校。

## 沿革
- 開校以前の状況 - 上牧村（現上牧町）内の児童の多くは隣村の志都美村にある上中尋常小学校に通学しており、一部地域の児童だけが村内の上牧小学簡易科[1]に通学していた[2]。
- 1890年（明治23年）10月7日 - 改正小学校令が公布され、市町村単独負担もしくは複数の町村で作る学校組合負担での小学校設置が義務付けされる[3]。
- 1892年（明治25年）4月1日 - 上牧東尋常小学校として開校[2][4]。学校組合での小学校設置を志都美村に打診するも拒否されてしまい、単独で開校することになった。改正小学校令により廃止されることになった上牧小学簡易科は、新設小学校に統合されることなく、名称を上牧西尋常小学校に変え存続となった[5]。
- 同年11月10日 - 仮校舎竣工[2]。
- 1909年（明治42年）11月3日 - 南校舎落成[2]。
- 1912年（明治45年）4月 - 下田村、五位堂村、二上村、上牧村の四村組合立下田高等小学校の解散に伴い、高等科を設置し[6][2]、上牧東尋常高等小学校に改称。北校舎落成[2]。
- 同年6月6日 - 上牧西尋常小学校と統合し、上牧尋常高等小学校に改称。旧西小学校は西分教場となる[2]。
- 1921年（大正10年）4月 - 西分教場を廃止[2]。
- 1929年（昭和5年）11月15日 - 新校舎落成[2]。
- 1941年（昭和16年）4月1日 - 上牧国民学校と改称[2]。
- 1947年（昭和22年）4月1日 - 上牧小学校と改称[2]。
- 1952年（昭和27年）9月22日 - 改築起工式[2]。
- 1953年（昭和28年）3月4日 - 講堂新築[2]。
- 1955年（昭和30年）5月13日 - 新校舎落成[2]。
- 1971年（昭和46年）4月13日 - 校舎全面改築に着手[2]。
- 1972年（昭和47年）1月8日 - 新校舎竣工[2]（現在の北館校舎）。
- 1975年（昭和50年）3月 - 体育館竣工[2]。
- 同年9月 - 講堂取り壊し[2]。
- 1976年（昭和51年）5月 - 増築工事竣工[2]（現在の南館校舎一部）。

## 通学区域
2014年（平成26年）現在。
- 米山台1丁目から6丁目
- 松里園1丁目から3丁目
- 葛城台1丁目から5丁目
- 大字中筋出作
- 大字上牧の一部［西名阪自動車道及び県道桜井田原本王寺線の南側（新町地区及び住居表示の実施されていない服部地区を除く）］

## 周辺
- 上牧町役場
- 上牧町立上牧中学校
- 上牧町障害者福祉センター
- 奈良県上牧健民運動場
- 上牧第一町民体育館

## アクセス
- 奈良交通 上牧町役場停留所にて下車

## 著名な出身者
- 淵田美津雄 - 日本海軍軍人、真珠湾攻撃の空襲部隊総指揮官。ちなみに在学中、父の弥蔵は同校の校長を務めている[8]。

## 通学区域が隣接している学校
- 上牧町立上牧第三小学校
- 上牧町立上牧第二小学校
- 香芝市立志都美小学校
- 香芝市立旭ヶ丘小学校
- 香芝市立下田小学校
- 香芝市立真美ヶ丘西小学校
- 広陵町立真美ヶ丘第二小学校
- 河合町立河合第一小学校